# Haematobia minuta
Haematobia minuta är en tvåvingeart som först beskrevs av Mario Bezzi 1872.  Haematobia minuta ingår i släktet Haematobia och familjen husflugor. Inga underarter finns listade i Catalogue of Life.